# Ladislav Haškovec

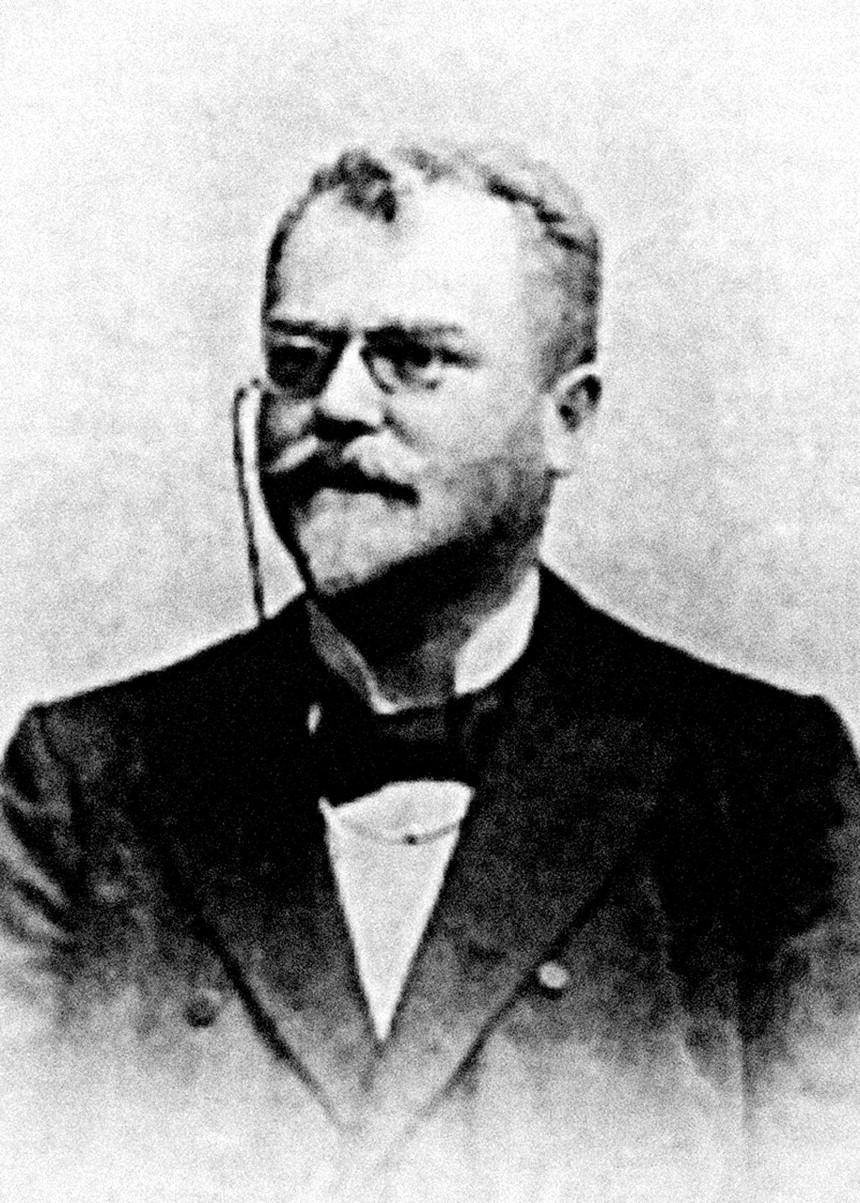
Ladislav Haškovec

Ladislav Haškovec (ur. 18 kwietnia 1866 w Bechyně, zm. 16 stycznia 1944 w Pradze) – czeski lekarz neurolog i psychiatra. Wprowadził do medycyny termin akatyzji. Czołowy przedstawiciel czeskiego ruchu eugenicznego. 
Członek korespondent Royal College of Psychiatrists od 1930 roku.
Od 1904 roku wydawał i redagował w Pradze czasopismo „Revue v neurologii, psychiatrii, fysikální a diaetetické therapii” (od 1927 „Revue v neurologii a psychiatrii”). 

## Wybrane prace
- Note sur l'acromégalie; maladie de P. Marie. Rev. de méd. 13, ss. 237-250 (1893)
- Sur l'effet hypnotique du chloralose. Rev. neurol. 2, ss. 577-581 (1894)
- L’akathisie. Revue Neurologique 9, ss. 1107-1109 (1901)
- Die Therapie des Myxödems. Centralbl. f. d. Grenzgeb. d: Med. u. Chir. 4, ss. 257-267 (1901)
- Nouvelles remarques sur l’akathisie. Nouvelles Iconographie de la Salpêtrière 14, ss. 287-296 (1903)